# Ex-Post-Evaluation
Die Ex-Post-Evaluation richtet ihren Fokus auf die nachträgliche Analyse von Forschungsprogrammen, -prozessen oder -projekten unter Berücksichtigung der durch die vorangegangene Evaluation neu erworbenen Kenntnisse.
Die Ex-Post-Evaluation strebt an die Nachhaltigkeit (Leistung, Qualität, Wirkung) eines Forschungsprojektes zu überprüfen um offenzulegen, ob die vorab gesteckten Ziele des selbigen erreicht wurden.

## Rahmenbedingungen und Durchführung der Ex-Post-Evaluation

### Grundlagen einer Ex-Post-Evaluation
Zunächst muss der Evaluationsgegenstand in seiner exakten Form dargelegt und bereits gesteckte Ziele der Ex-Post-Evaluation überprüft werden. Gegebenenfalls muss eine Anpassung des Evaluationsprozesses an die Ansprüche der Beteiligten erfolgen. Weiter müssen benötigte Mittel (z. B. Finanzen, Zeitrahmen, geeignete Methoden) zur Durchführung der Wirkungsanalyse benannt und organisiert werden.

### Aspekte zur Durchführung und Ermittlung der Notwendigkeit einer Ex-Post-Evaluation
Folgende Aspekte sollten beispielsweise zur Durchführung und Ermittlung der Notwendigkeit einer Ex-Post-Evaluation berücksichtigt werden:
- Ergebnisse und Effektivität des vorangegangenen Forschungsprojektes
- Sinnvoller Einsatz gegebener Forschungsmittel
- Nachhaltigkeit des Projektes
- Verfehlte Ziele und Erwartungen
- Verbesserungsmaßnahmen

Bei dem empirischen Teil der Untersuchung muss vorerst eine sinnvolle Basis verwendbarer Daten geschaffen sowie deren Verfügbarkeit überprüft werden. Hierbei muss jegliche Wahrung von Objektivität und Transparenz im Vordergrund stehen.

## Auswertung von Ex-Post-Evaluationen
Um folgerichtige Rückschlüsse zu ziehen, muss bei Auswertung der gesammelten Daten darauf geachtet werden, dass jegliche Grundlagen und Rahmenbedingungen, welche während der Evaluation vorherrschten, in die spätere Interpretation mit einfließen.
Die Analyse könnte nach Weiss in folgenden Schritten durchgeführt werden:
1. Beschreiben des Forschungsgegenstandes und der Rahmenbedingungen
2. Auszählen der Ergebnisse
3. Zerlegen des Datenmaterials in kleinere, übersichtliche Einheiten
4. Gruppieren der Ergebnisse nach Ähnlichkeiten (z. B. mit Hilfe von Faktorenanalysen oder Clusteranalysen)
5. Vergleichen der Ergebnisse und Suchen nach Unterschieden (z. B. mit Hilfe von Varianzanalysen und Regressionsanalysen)
6. Finden von Gemeinsamkeiten zwischen den Ergebnissen
7. Betrachten von Ausreißern und Ausnahmen, die nicht in das Gesamtbild passen und gegebenenfalls gesondert untersucht werden müssen.
8. Finden von Kovariationen, um voneinander abhängige Effekte zu identifizieren.
9. Ausschließen von Alternativerklärungen, um die Ergebnisse möglichst direkt auf die durchgeführten Eingriffe zurückführen zu können.
10. Erstellen von Modellen über die Zusammenhänge zwischen den erhobenen Daten.[1]

## Ziele der Ex-Post Evaluation
Die Ex-Post-Evaluation will Verbesserungspotenziale in der Forschungsarbeit aufzeigen. Sie erhebt den Anspruch, die Qualität, Leistungsfähigkeit und Nachhaltigkeit der geleisteten Forschungsarbeit zu analysieren. Hierbei soll offengelegt werden, ob tatsächlich die bei dem Projekt angestrebten Wirkungen ausgelöst wurden.